# Rotta di Ficarolo
La rotta di Ficarolo fu, secondo la tradizione, una disastrosa alluvione che sconvolse il corso del Po nel 1152. In realtà si trattò, presumibilmente, di una serie di diverse rotte non governate che si susseguirono per circa una ventina d'anni.

## Situazioneante quem
Prima della caduta dell'Impero romano d'Occidente, il corso principale del fiume Po seguiva il ramo di Primaro, quindi molto più a sud rispetto al corso attuale, sfociando a 17 km da Ravenna.
Durante il dissesto idrografico del Veneto del VI secolo, il corso principale del Po si spostò più a nord seguendo il ramo di Volano. La tradizione indica una data, il 17 ottobre 589, coincidente alla rotta della Cucca, ma da una lettera di Cassiodoro ai “marinai” veneti si viene a sapere che già nel 537-538 il Po di Volano era il ramo più attivo.
Questi due rami, il Volano e il Primaro, per il naturale processo di sedimentazione del trasporto solido e la scarsa manutenzione dei loro alvei, divennero pensili ed esondarono frequentemente.

## Cronaca dell'evento
Nel 1152, a seguito di forti e frequenti precipitazioni, il Po ruppe gli argini in più punti presso Ficarolo e allagò la campagna e le valli del Polesine.
La rotta rimase poi disalveata per circa una ventina d'anni.

## Conseguenze
I rami del Po di Volano e di Primaro persero progressivamente di portata e di importanza; il nuovo corso del fiume si assestò su un tratto più settentrionale, che corrispondeva grosso modo a quello attuale fino ad Ariano, dove si separava in due rami: il Po di Fornaci proseguiva direzione nord-est e sfociava nel mare Adriatico presso Porto Viro, che all'epoca si trovava sulla costa nel territorio controllato dal Dogado di Venezia; il Po di Ariano seguiva grossomodo il tratto attuale del Po di Goro e sfociava alla Mesola.
Il Tartaro e l'Adige divennero gli ultimi affluenti di sinistra del Po delle Fornaci.
Gli Estensi, che all'epoca governavano su tutto il territorio attraversato dal basso Po, si occuparono dei lavori di arginatura del nuovo ramo, che in seguito prese il nome di "Po di Ficarolo".
Diversi villaggi ed abitati furono addirittura divisi in due: per esempio Santa Maria Maddalena (frazione dell'odierna Occhiobello) fu separata da Pontelagoscuro, la Guardazzola (l'odierna Guarda Veneta) dalla Guarda (l'odierna Guarda Ferrarese, frazione di Ro), Adria da Corbola e Berra da Ariano.
In seguito dal Po di Fornaci si formarono altri tre rami del delta: il Po di Tramontana verso nord, che sfociava presso l'attuale Rosolina, il Po di Levante verso est, che corrisponde grossomodo all'omonimo canale attuale, e il Po di Scirocco verso sud.
In particolare, fu il Po di Tramontana a preoccupare, diversi secoli dopo, i veneziani e a spingerli, nel 1600, a compiere l'opera di ingegneria idraulica chiamata "taglio di Porto Viro", ultimata nel 1604, e dare al Po il corso che ha ancora oggi.